# کل تپه خراوان
کل تپه خراوان مربوط به هزاره اول - دوران‌های تاریخی پس از اسلام است و در شهرستان مشگین‌شهر، روستای خراوان واقع شده و این اثر در تاریخ ۷ مهر ۱۳۸۱ با شمارهٔ ثبت ۶۳۹۵ به‌عنوان یکی از آثار ملی ایران به ثبت رسیده است.